# مایسهوفن
مایسهوفن (به آلمانی: Maishofen) یک منطقهٔ مسکونی در اتریش است که در ناحیه تسل آم زه واقع شده‌است. مایسهوفن ۲۹٫۵ کیلومتر مربع مساحت دارد ۷۶۸ متر بالاتر از سطح دریا واقع شده‌است.